# Пятьдесят злотых (1819—1823)
Пятьдесят злотых 1819—1823 годов — золотые монеты номиналом в 50 злотых, выпускаемые в Российской империи с 1819 по 1823 годы для обращения в Царстве Польском, введены взамен предыдущих пятидесяти злотых 1817—1819 годов, которые были без буртика. Были изъяты из обращения 1 мая 1847 года.

## Описание
Монета отчеканена из золота 916 пробы на диске диаметром 22 миллиметра и весом 9,81 грамм, гурт монеты рифлёный с буртиком. Согласно золотомонетной системе пятьдесят злотых основаны на кёльнской марке. Все монеты были выпущены Варшавским монетным двором общим тиражом в 31 148 штук:
- 1819 год — 19 506[примечание 1] штук[7][8];
- 1820 год — 7098 штук[9][10];
- 1821 год — 2683 штуки[11][12];
- 1822 год — 1610 штук[13][14];
- 1823 год — 251 штука[15][16].

По принятой в Польше и некоторых других странах десятибалльной шкале оценки степени редкости в зависимости от количества известных монет, пятьдесят польских злотых 1819 (с буртиком) и 1820 годов имеют степень редкости R3, 1821—1822 годов — R4, 1823 года — R5.

### Аверс
На аверсе изображён профиль Александра I, обращённый вправо, окружённый надписью ALEXANDER I CESARZ SA. W. ROS. KRÓL POLSKI (с пол. — «Александр I Император, самодержец Всероссийский, король Польский»). В отличие от пятидесяти злотых 1817—1819 годов размер головы императора уменьшен.

### Реверс
На реверсе изображён средний герб Царства Польского, то есть двуглавый орёл, увенчанный тремя коронами и держащий в правой лапе меч и скипетр, в левой — державу, на груди орла геральдический щит с гербом Польского королевства под королевской короной и пологом. Под левой и правой лапами орла буквы «I» и «B» — инициалы минцмейстера Варшавского монетного двора Якоба Беника. Под инициалами год выпуска (разделённый, то есть 18 и 22, например, а не 1822). Справа от орла вдоль края надпись 26 Z GRZ. CZ. KOL (с пол. — «26 штук из чистой кельнской марки»), слева номинал 50 ZŁOT POLSKI. (с пол. — «50 польских злотых»).